# Soliflukcija
Soliflukcija je oblika površinskega odnašanja oziroma denudacije, kjer se z vodo prepojena preperelina na neprepustnem materialu počasi premika po pobočju navzdol. Do pojava utegne priti v različnih okoljih, a je daleč najpogostejši v polarnih ali periglacialnih območjih z vodo prežetih ali neprepustnih, navadno stalno zamrznjenih tal (permafrost). V toplem delu leta se vrhnji sloji prsti namreč stalijo in zato tudi zaradi pomanjkanja vegetacije počasi drsijo preko zamrznjene podlage. Soliflukcija pa se pojavlja tudi v tundri in visokogorju. Takšen način denudacije je moč opaziti na le rahlo, to je 0,5° nagnjenih pobočjih ter pri hitrostih med 0,5 in 15 centimetrov letno. Debelina takšne prepereline znaša od nekaj centimetrov do 2 metra.